# ويليام هال
ويليام هال (7 أبريل 1878 في المملكة المتحدة - ) (بالإنجليزية: William Hall)‏ هو لاعب كريكت بريطاني. لعب مع نادي وارويكشاير للكريكيت ‏.

## وصلات خارجية
- ويليام هال على موقع إي آس بي آن كريك إنفو (الإنجليزية)